# Brest Challenger 1994
Il Brest Challenger 1994 è stato un torneo di tennis facente parte della categoria ATP Challenger Series nell'ambito dell'ATP Challenger Series 1994. Il torneo si è giocato a Brest in Francia dal 24 al 30 ottobre 1994 su campi in cemento indoor.

## Vincitori

### Singolare
Jeremy Bates ha battuto in finale  Lionnel Barthez con il punteggio di 6–3, 6–1.

### Doppio
Trevor Kronemann /  David Macpherson hanno battuto in finale  Bryan Shelton /  Kevin Ullyett con il punteggio di 6–1, 6–4.